# Aimeric de Sarlat

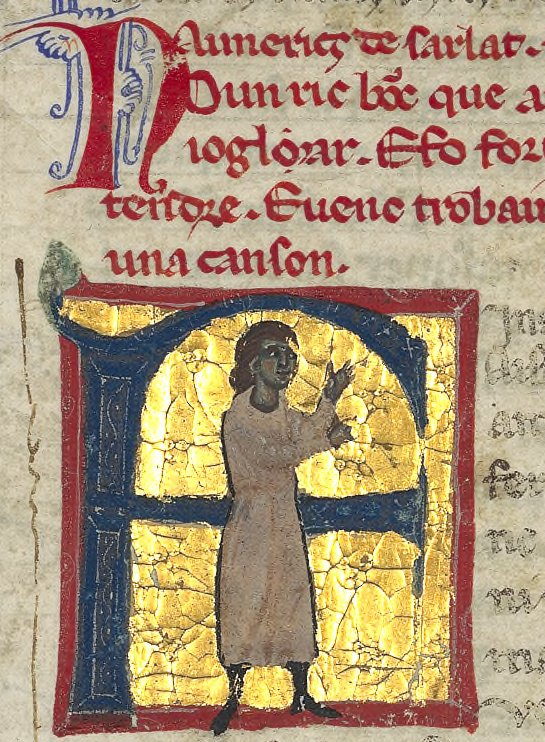
BnF ms. 12473 fol. 108v; cançoner K

Aimeric de Sarlat (fl. 1200) fue un trovador francés en occitano. Se conservan 5 composiciones.

## Vida
Aimeric fue originario de Sarlat-la-Canéda (Dordoña). No se conservan referencias biográficas en documentos de archivo. Según su Vida, era originario de Sarlat, en la antigua provincia francesa de Périgord, y fue trovador después de haber sido juglar. La Vida le atribuye sólo una canción (señala: cortijo non fez cortijo una canson; en español: pero solo hizo una canción), a pesar de que en realidad se conservan más. Dedicó varias piezas a Elvira de Subirats, mujer de Ermengol VIII de Urgell, lo que permite situar la cronología del trovador aproximadamente hacia finales del siglo XII o principios del siglo XIII.

## Obra

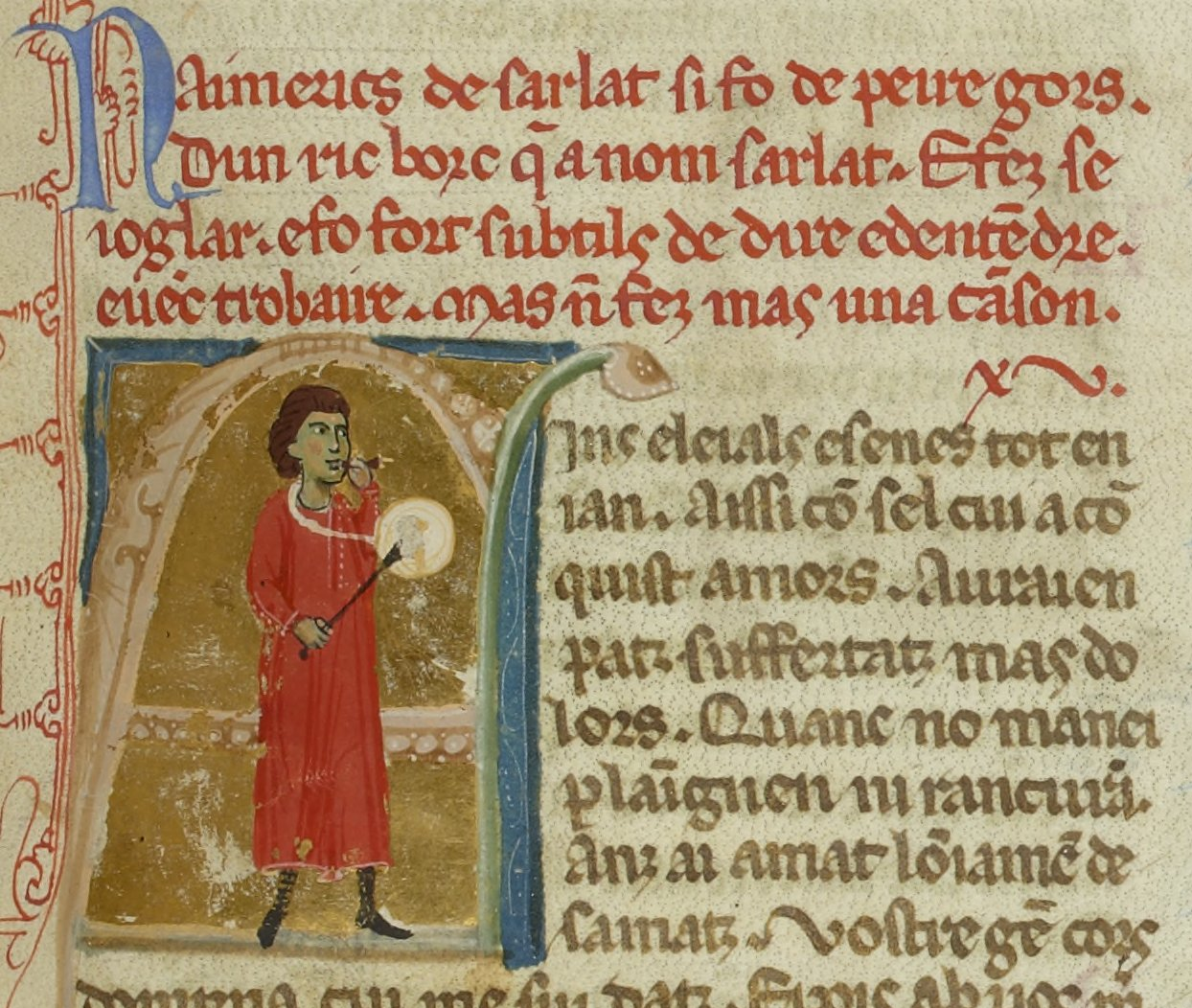
BnF ms. 854 fol. 123; cançoner I

Se conservan cinco canciones, todas de temática amorosa y que, en ciertos momentos, imitan a Bernart de Ventadorn.

### Canciones
- (11,1) Aissi mueu cortijo chansos
- (11,2) Fins e leials e senes tot engan (algunos cançoners lo atribuyen a Aimeric de Belenoi)
- (11,3) Quan si cargo⋅l ram de vert fueilh
- (11,4)	S'ieu no⋅m lau d'amor tant qon sol

Se le atribuye una quinta canción titulada Ja non creirai q'afanz ni cossiriers (PC 9,11), porque está dedicada a Elvira de Subirats, mujer de Ermengol VIII de Urgell, a quién Aimeric de Sarlat ya había dedicado Fins e leials e senes tot engan.

### Ediciones
- Fumagalli-Mezzetti, M., "Le Canzoni di Aimeric de Sarlat", In: Travaux de Linguistique et Littérature 17 (1979), pp. 121-169

### Repertorios
- Alfred Pillet / Henry Carstens, Bibliographie der Troubadours von Dr. Alfred Pillet [...] ergänzt, weitergeführt und herausgegeben von Dr. Henry Carstens. Halle: Niemeyer, 1933 [Aimeric de Sarlat es el número PC 11]
- Guido Favati (editor), Le biografie trovadoriche, testi provenzali dei secc. XIII e XIV, Bolonia, Palmaverde, 1961, pp. 296
- Martí de Riquer, Vidas y retratos de trovadores. Textos y miniaturas del siglo XIII, Barcelona, Círculo de Lectores, 1995 pp. 93-94

- Datos: Q3607122
- Multimedia: Aimeric de Sarlat / Q3607122